# カルバルソン
カルバルソン（英：Carbarsone）は有機ヒ素化合物で、アメーバ赤痢やその他の感染症の治療薬として使用された。米国では1991年までアメーバ赤痢に使用可能であった。その後、七面鳥の飼料添加物として、体重増加やヒストモナス症（黒頭病）の抑制に使用されるようになった。カルバルソンは、ニタルソン、アルザニル酸、ロキサルソンとともに、家禽あるいはブタへの使用がアメリカ食品医薬品局により承認された4種類のヒ素を含む動物用医薬品のひとつである。2013年9月、FDAはゾエティスとFleming Laboratoriesがロキサルソン、アルザニル酸、カルバルソンの承認を自主的に撤回し、ニタルソンの承認のみを残すと発表した。2015年、FDAは動物飼料へのニタルソン使用の承認を撤回した。禁止は2015年末に施行された。